# Sedlice (kraj Wysoczyna)
Sedlice – gmina w Czechach, w powiecie Pelhřimov, w kraju Wysoczyna. 1 stycznia 2014 liczyła 142 mieszkańców.